# Divisione Occidentale
La Divisione Occidentale è una divisione delle isole Figi con 319 611 abitanti (al censimento del 2007), che ha come capoluogo Lautoka.
La divisione è costituita dalla parte occidentale dell'isola di Viti Levu, la maggiore delle Figi, e poche altre piccole isole: tra cui Yasawa, Viwa, Waya, Velulele, Nathula, Naviti e la isolata Ceva-i-Ra.
Confina con la Divisione Centrale e ha confini marittimi con la Divisione Nord e la Divisione Orientale. La divisione include la maggior parte della Confederazione Burebasaga e una piccola parte della Confederazione Kubuna, due delle tre divisioni storiche delle Figi.

## Province
- Ba
- Nadroga-Navosa
- Ra